# Борден, Аманда
Ама́нда Кэ́тлин Бо́рден (англ. Amanda Kathleen Borden; 10 мая 1977, Цинциннати, Огайо, США) — американская гимнастка.

## Биография
Аманда Кэтлин Борден родилась 10 мая 1977 года в Цинциннати (штат Огайо, США). У Аманды есть старший брат — Брайан Борден.
Аманда начала заниматься гимнастикой в 1984 году. В 1990 и вновь в 1992—1997 года Борден входила в состав женской сборной США по спортивной гимнастике, которую американская пресса окрестила Великолепной семёркой. В её составе она завоевала серебряные медали в командном первенстве на чемпионате мира 1994 года в Дортмунде и золотые медали на Олимпийских играх 1996 года в Атланте. В Атланте Борден была капитаном сборной и представляла её в упражнениях на бревне и в вольных упражнениях.
После завершения спортивной карьеры Борден в 2003 году окончила Университет штата Аризона по специальности детской педагогики и открыла собственный гимнастический зал в Аризоне. Также она комментирует соревнования по гимнастике и чирлидингу для телевидения.
С 20 мая 2006 года Аманда замужем за бизнесменом Брэдом Кокраном. У супругов двое детей — дочь Кеннеди Фейт Кокран (род.29.07.2007) и сын Броди Кокран (род.01.07.2010).